# Gorgasia preclara
Gorgasia preclara is een straalvinnige vissensoort uit de familie van de zeepalingen (Congridae). De wetenschappelijke naam van de soort is voor het eerst geldig gepubliceerd in 1981 door Böhlke & Randall.

## Descriptie
De Gorgasia Preclara is een vis van gemiddelde grootte, die tot een lengte van maximaal 40 centimeter kan groeien. Het lijf heeft een circulaire vorm met een gemiddelde diameter van 10 millimeter. Het lijf kleurt geel-oranje met karakteristieke witte ringen.